# Allan Jarry
Allan Jarry (* 6. März 1969) ist ein ehemaliger chilenischer Beachvolleyballspieler.

## Karriere
Allan Jarry  spielte von 1994 bis 1998 mit Rodrigo Grimalt auf verschiedenen amerikanischen Stationen der FIVB World Tour. Bei der ersten offiziellen Weltmeisterschaft 1997 in Los Angeles blieben die Chilenen sieglos.